# 神尾秀
神尾 秀（かみお しゅう、1979年1月9日 - ）は日本の歴史小説作家（歴史群像大賞佳作受賞）。

## 略歴
石川県出身。國學院大學大学院博士課程中退。第9回歴史群像大賞で『真田弾正忠幸隆』で応募し、佳作受賞（「歴史群像」では受賞者を押尾秀と表記されていたが、神尾秀の誤りである）。以降、架空戦記などの小説や『戦国武将群雄ビジュアル大百科』（ポプラ社）を執筆。90冊超の執筆や監修にかかわる。将棋の普及にも尽力する。阪神タイガースや時代劇のファンである。

## 主な著作
- 『第三の覇者』（学習研究社、のちに『直江兼続戦記』として文庫化）
- 『関ヶ原六文銭記』(学習研究社)
- 『関ヶ原流転戦記』（学習研究社）
- 『戦国武将群雄ビジュアル大百科』（ポプラ社）
- 『幕末・維新群雄ビジュアル大百科』（ポプラ社）
- 『源平争乱群雄ビジュアル大百科』（ポプラ社）
- 『戦国合戦パノラマ大図鑑』（ポプラ社）
- 『オコンネル教授と風魔忍者の野望』（ポプラ社）
- 『日本の寺　完全名鑑』（廣済堂出版）
- 『日本の神社　完全名鑑』（廣済堂出版）ほか多数

近年では参考書などでも筆を奮っている。